# Mohamed Bhar
Mohamed Bhar (arabe : محمد بحر), né le 1er octobre 1957 à Ksour Essef, est un auteur-compositeur-interprète tunisien. Connu en tant qu'artiste engagé, il se produit souvent en solo, mais son travail de directeur de la chorale de l'association Art et culture des deux rives lui vaut d'être parfois accompagné d'autres musiciens.

## Parcours

### Débuts
Mohamed Bhar est initié au oud alors qu'il est encore lycéen. Ses débuts artistiques coïncident avec la montée de la chanson alternative en Tunisie ; il s'inscrit d'ailleurs dans la droite file de Hammadi Lajimi et Hédi Guella (ar), pionniers de la chanson engagée tunisienne. C'est au sein du groupe Imazighen (Hommes libres), fondé mi-1970 par Lajimi que Bhar fait son baptême du feu, à la fois en tant qu'artiste et militant de gauche.

### Université
Bachelier en 1978, Mohamed Bhar part en France pour poursuivre ses études universitaires. En 1979, il s'inscrit à Paris-III (Sorbonne Nouvelle) pour y préparer un diplôme d'études théâtrales. C'est durant cette année qu'il intègre le groupe Imazighen et participe à diverses manifestations culturelles dont le Festival de la musique maghrébine à Paris.
Après l'obtention d'une licence en 1983, il prépare une maîtrise et soutient, en 1984, un mémoire intitulé Le Chant et la musique dans le théâtre arabe en Tunisie, sous la direction du professeur Richard Demarcy. En 1989, il soutient un DEA en histoire de la musique et musicologie (Mouvement des chanteurs contestataires en Tunisie : 1972-1987 à l'université Paris-IV), sous la direction du professeur Jean-Rémy Julien.

### Parcours artistique
En 1980, Mohamed Bhar participe à deux festivals de renommée internationale[Lesquels ?], à Sétif (Algérie) et Carthage (Tunisie). Il participe également aux journées culturelles à Paris[Lesquelles ?], en tant que chanteur et directeur de l'Union des travailleurs immigrés tunisiens (UTIT).
L'année suivante, il enregistre son premier album sur cassette, avec des chansons dédiées à Mahmoud Bayrem Ettounsi, Che Guevara et Nelson Mandela. L'édition de cet album est financée par l'association caritative du Secours populaire pour soutenir les prisonniers d'opinion arabes. Bhar effectue deux tournées en France et en Belgique, et un enregistrement pour FR3, la chaîne française régionale[réf. nécessaire]. En 1982, il poursuit avec quatre tournées en France, en Allemagne, aux Pays-Bas et en Belgique[réf. nécessaire].
Son premier disque, un 33 tours intitulé Chants pour les oliviers, sort en 1983 grâce au financement de l'Association France-Palestine Solidarité et ses revenus destinés au secours des rescapés de Sabra et Chatila. Il participe au festival d'été en Tunisie[Lequel ?] et donne deux spectacles en Égypte (Le Caire et Alexandrie). En 1984, il donne des spectacles à Bruxelles et y participe à des animations musicales organisées par la Fédération des jeunesses musicales Wallonie-Bruxelles. Il enregistre aussi des chansons pour la RTBF[réf. nécessaire].
Son deuxième 33 tours, baptisé Les Oiseaux de la liberté, sort en 1985[source insuffisante]. Il réalise une tournée en région parisienne avec le Théâtre noir et la ville d'Argenteuil, encadre des animations musicales dans les milieux scolaires, sous le thème « Dialogue entre le ûd (luth) et la harpe celte », et participe au moussem, une fête populaire organisée par les associations de l'immigration marocaine en Europe.
En 1986, il participe au premier colloque hispano-islamique à El Maria en Espagne, et à son gala de clôture avec le guitariste Tomatito, au festival méditerranéen organisé par Le Café de la Danse à Paris et effectue un enregistrement pour Antenne 2[réf. nécessaire]. L'année suivante, il se consacre exclusivement à la préparation de son DEA en musicologie à Paris-IV, avant de participer en 1988 à la rencontre d'Agadir[Laquelle ?] (Maroc), où il donne des spectacles accompagné par les enseignants du conservatoire de musique local. Il participe également au Festival international de Carthage et effectue des enregistrements pour la télévision nationale tunisienne[réf. nécessaire].
En 1989, Radio France internationale lui attribue le Prix spécial et le Prix du public de « Découverte 89 »[source insuffisante]. Il participe également au festival de Bosra[Lequel ?] en Syrie et aux travaux d'un colloque international sur l'histoire de l'Algérie, avec un gala de clôture à Sétif.
Il est chargé en 1990 de la direction artistique du Festival de l'immigration tunisienne en France. Il participe à des émissions de radio et télévision[Lesquelles ?] à Tunis puis au gala des droits de l'homme[Lequel ?] en Tunisie et compose le chant du film Barguelil d'Ali Labidi. L'année suivante, il donne un spectacle à l'Institut du monde arabe de Paris[réf. nécessaire] et participe aux festivals d'été en Tunisie[Lesquels ?].
En 1992, il occupe la chaire de professeur de musique à l'Institut supérieur d'art dramatique de Tunis. En 1993, il compose la musique du court métrage Itinéraire de Mounira Bhar puis, l'année suivante, celle des courts métrages Trésor de Mounira Bhar et Bayram de Habib Mestiri[source insuffisante].
En 1995, il participe au Festival de la médina de Tunis et effectue des tournées dans les centres universitaires en Tunisie[réf. nécessaire]. Cette même année, deux décès marquent la chanson arabe alternative : Cheikh Imam meurt en Égypte le 7 juin et Hammadi Lajimi en Tunisie le 9 juin ; ce dernier devait se faire seconder par Mohamed Bhar pour dédier un gala d'hommage à Imam et c'est finalement Bhar en solo, quarante jours plus tard, qui rend hommage aux deux disparus.
Après des tournées en Tunisie en 1996, il donne des spectacles dans le cadre des festivals d'été, des espaces universitaires et dans des maisons de jeunes et de la culture en 1997-1999[réf. nécessaire]. Entre 2000 et 2001, il fait de l'animation culturelle à l'UTIT à Aubervilliers, en enseignant le oud aux enfants et aux adultes. Il participe également au Festival intercommunal des villes de la nationale 2 et à la rencontre des musiciens amateurs[Laquelle ?] avec le concours des conservatoires des communes de la Seine-Saint-Denis. Il enseigne par ailleurs la musique au collège Pablo-Picasso à Garges-lès-Gonesse. Entre 2001 et 2002, il fait de l'animation culturelle à Paris, à l'UTIT devenue Fédération des Tunisiens pour une citoyenneté des deux rives, et enseigne la musique au collège Anatole-France à Sarcelles.
Il se consacre en 2003 à l'association Art et cultures des deux rives dont il est le directeur.